# Fuckin' Backstabber/Soul Intent
Fuckin’ Backstabber/Soul Intent – kaseta demo Eminema z 1995 roku. Grupa nie miała dużo pieniędzy na produkcje, dlatego kaseta składa się tylko z dwóch próbnych nagrań.
Kasetę można bardzo rzadko spotkać na aukcjach internetowych.

## Lista utworów
1. "Fuckin' Backstabber" – 4:46
2. "Biterphobia" – 3:39